# اما مکی
اِما مارگارت ماری تاچرد-مکی (انگلیسی: Emma Margaret Marie Tachard-Mackey؛ زادهٔ ۴ ژانویه ۱۹۹۶) بازیگر فرانسوی-بریتانیایی است. او با بازی در نقش نوجوانی طعنه‌آمیز در مجموعهٔ تلویزیونی کمدی-درام آموزش جنسی (۲۰۱۹–۲۰۲۳) مشهور و نامزد دریافت جایزهٔ تلویزیونی آکادمی بریتانیا شد. او از آن زمان در فیلم جنایی مرگ بر روی نیل (۲۰۲۲) و درام امیلی (۲۰۲۲) به ایفای نقش پرداخته‌است. به تصویر کشیدن امیلی برونته در دومی برای او نامزدی جایزهٔ فیلم ایندیپندنت بریتانیا را به همراه داشت.

## زندگی‌نامه
اِما مارگارت ماری تاچرد-مکی در در ۴ ژانویه ۱۹۹۶ در شهر لو مان متولد شد و در شهر سابل بزرگ شد. او مدرک ادبیات خود را در سال ۲۰۱۳ از دانشگاه لیدز دریافت کرد. او تا سال ۲۰۱۹ در لندن، انگلیس ساکن بوده‌است.

## حرفه
مکی با بازی در مجموعه تلویزیونی کمدی-درام آموزش جنسی شناخته شد. این مجموعه در سال ۲۰۱۹ توسط شرکت نت‌فلیکس منتشر شد. اما مکی در این فیلم در نقش میو ویلی بازی می‌کرد که یک دختر شر و باهوش است که با اوتیس (ایسا باترفیلد) یک کلینیک جنسی راه می‌اندازند و به دانش آموزان مدرسه شان در مسائل جنسی کمک می‌کنند. مکی برای بازی در این سریال تلویزیونی نقدهای مثبتی دریافت کرده‌است. او برای این سریال نامزد بفتا بهترین بازیگر زن شده‌است.

## فیلم‌شناسی

### فیلم
| سال  | عنوان          | نقش                   | توضیحات       |
| ---- | -------------- | --------------------- | ------------- |
| ۲۰۱۹ | تیک            | جیس                   | فیلم کوتاه    |
| ۲۰۲۱ | ایفل           | آدرین بورژس           |               |
| ۲۰۲۲ | مرگ بر روی نیل | ژاکلین «جکی» د بلفورت |               |
| ۲۰۲۲ | امیلی          | امیلی برونته          |               |
| ۲۰۲۳ | باربی          | باربی فیزیک‌دان        |               |
| ۲۰۲۵ | شیر داغ        | سوفیا                 | [ ۱۰ ] [ ۱۱ ] |
| ۲۰۲۵ | الا مک‌کی       | مک‌کی                  |               |

### تلویزیون
| سال       | عنوان         | نقش       | توضیحات  |
| --------- | ------------- | --------- | -------- |
| ۲۰۱۹–۲۰۲۳ | آموزش جنسی    | میو وایلی | نقش اصلی |
| ۲۰۲۰      | دریاچهٔ زمستان | هولی      | تله‌فیلم  |